# Gendaigeki
Gendaigeki (em japonês: 現代劇, lit. “drama contemporâneo”) é um gênero cinematográfico japonês. Influenciado pelo teatro shinpa (em japonês: 新派, lit. “nova escola”), o gendaigeki compõe-se por tragédias e comédias contemporâneas situadas no mundo moderno. Opõe-se ao jidaigeki (em japonês: 時代劇, lit. “drama de época”), que representa um gênero de histórias situadas na Era Edo.